# Heidrunea lobrita
Heidrunea lobrita är en spindelart som beskrevs av Antonio D. Brescovit och Hubert Höfer 1994. Heidrunea lobrita ingår i släktet Heidrunea och familjen Trechaleidae. Inga underarter finns listade i Catalogue of Life.